# Xenopsylla bantorum
Xenopsylla bantorum är en loppart som beskrevs av Jordan 1938. Xenopsylla bantorum ingår i släktet Xenopsylla och familjen husloppor. Inga underarter finns listade i Catalogue of Life.